# 李瑗 (庐江郡王)
李瑗（586年—626年7月15日），字仲宝，唐朝宗室、庐江郡王、官员。
唐高祖李渊的七叔李蔚的孙子，父亲李悊。武德元年（618年），历任信州总管，封庐江王。武德九年（626年），累迁幽州大都督。朝廷遣右领军将军王君廓辅助他典兵事。玄武门之变后，王君廓因李瑗和李建成关系好，挑拨李瑗谋反，然后，王君廓再擒李瑗缢杀，年四十一岁，传首京师，绝其属籍。
李瑗曾杀一名女子的丈夫，而后纳她为妾。李瑗被处决后，女子籍没入宫，成为唐太宗的后宫，后唐太宗纳谏将其释放。

## 延伸阅读
[在维基数据编辑]
 《舊唐書·卷60》，出自刘昫《舊唐書》
 《新唐書·卷078》，出自《新唐書》